# Bill Dobbins
Bill Dobbins (ur. 1943) – amerykański fotograf, specjalizujący się w kulturystyce i fotografii fitness, w szczególności fotografowaniu kobiet kulturystek, także reżyser filmowy i scenarzysta.

## Życiorys

### Wczesne lata
Jako nastolatek, wykazywał zainteresowanie zarówno muzyką jak i fotografią. W wieku 17 lat wyjechał do Paryża. Jego brak biegłości w języku francuskim utrudniał pracę. Przez rok zaczął dorabiać jako pieśniarz w klubach i na ulicach oraz na olanie amerykańskich filmów nakręconych w Studios de Boulogne z Cary Grantem czy Jamesem Coburnem. Następnie przez dwa lata przebywał w Monachium. Powrócił do Stanów Zjednoczonych z zamiarem studiowania na University of Maryland, College Park. Potem wyjechał do Nowego Jorku, gdzie pracował w wielu klubach muzycznych Greenwich Village z takimi legendami jak Arlo Guthrie, John Hammond, Ramblin’ Jack Elliott, Emmylou Harris i Phil Ochs. Dorabiał również w różnorodnych klubach wschodniego wybrzeża, kawiarniach i uczelniach od Nowej Anglii do Virginia Beach. Koncertował także z zespołem rockowym i w Hair Mercury Company. Pracował też w WNBC, NBC i jako reżyser w radiu KABC, stacji rockowej Top 40.

### Kariera
Kiedy zaczął pracować w siłowni Gold’s Gym w Venice, poznał początkujących kulturystów takich jak Arnold Schwarzenegger, Robby Robinson, Franco Columbu, Dave Draper czy Frank Zane. Z biegiem czasu zaczął pomagać w promocji i reklamie, a następnie podczas konkursu Mr. America 1977 w Santa Monica z Mae West. Pisał także artykułu dla miesięcznika Muscle & Fitness i był redaktorem magazynu Flex.
Współpracował z Arnoldem Schwarzeneggerem nad książkami: Arnold's Bodybuilding For Men (1981) i The New Encyclopedia of Modern Bodybuilding (1999). Opublikował albumy The Women (Kobieta, 1994) i Modern Amazons (Nowoczesne Amazonki, 2002).